# Rhynchina changyangis
Rhynchina changyangis là một loài bướm đêm trong họ Erebidae.